# Smart People
Smart People es una película de comedia de 2008 protagonizada por Dennis Quaid, Sarah Jessica Parker, Elliot Page y Thomas Haden Church. La película fue dirigida por Noam Murro y escrita por Mark Poirier. Fue filmada en Pittsburgh, Pennsylvania, incluyendo algunas escenas en la Universidad Carnegie Mellon y en el Aeropuerto Internacional de Pittsburgh.  La Película fue presentada en el Festival de Sundance 2008, donde los derechos de distribución en Estados Unidos y Canadá fueron adquiridos por Miramax Films. Fue lanzada en Norteamérica el 11 de abril de 2008.

## Argumento
Lawrence Wetherhold (Dennis Quaid), Profesor de Inglés de la Universidad de Carnegie Mellon, es un viudo depresivo. Es un poco cortante y arrogante en el trabajo, desinteresado de sus estudiantes y antipático con sus hijos. Su nunca bien traído hermano adoptado, Chuck (Thomas Haden Church), llega para pedir dinero prestado y quedarse por un tiempo mientras trata de relajar la solitaria vida de Lawrence, superado por la hija adolescente, Vanessa (Elliot Page).
Entretanto, Lawrence sufre de un repentino trauma provocado después de caer de una valla en un intento de rescatar su maletín del interior de su auto retenido. En la sala de emergencias es tratado por una doctora muy simpática, Janet (Sarah Jessica Parker), una exalumna que no recuerda. Janet le dice a Lawrence que debido a su trauma no podrá manejar por seis meses. Cuando vuelve a casa desde el hospital, Chuck aún está ahí, por lo que este le ofrece conducir por él mientras no pueda.
Cuando Lawrence regresa al Hospital para su tratamiento, se sorprende que no es con Janet sino con el Dr. Strauss (David Denman), un amigo de Janet, quien recuerda que ella fue una de sus estudiantes. Lawrence encuentra a Janet a la salida del hospital cuando ya se iba y, al ver que Chuck no llegó a buscarlo, Janet le ofrece llevarlo a casa. Cuando llegan, Lawrence le pide a Janet que tengan una "Convesación cara-a-cara". Ella acepta, reviviendo un viejo romance con él. Vanessa hace notar su desacuerdo, confrontando a Janet acerca de la Fragilidad de Lawrence. En el almuerzo, Lawrence demuestra su atrofiante arrogancia monopolizando la conversación hasta que Janet se va. Ambos se calman y se ponen de acuerdo para una segunda cita pero, cuando están pasando la noche, Janet se aburre de ver las necesidades de Lawrence y cree que, en efecto, esta aún muy angustiado por la muerte de su esposa. Para deshacerse de él, finge ser llamada por el hospital y no devuelve ninguna de las llamadas de Lawrence. Otra noche, en medio de una polémica cena familiar de Navidad, Janet llega sin anunciar con un Pastel.
Después de que Chuck embriaga a Vanessa para celebrar su aceptación en la Universidad de Stanford, ella intenta seducirle. Luego él se traslada a una pieza compartido con el hijo de Lawrence, James (Ashton Holmes), en el dormitorio de la Universidad.
La novia de James, Missy (Camille Mana), que es una de las estudiantes de su padre, le cuenta a Lawrence que James tuvo un poema aceptado por The New Yorker. En cambio, el último tomo académico de Lawrence había sido rechazado. Después de que Vanessa sugiere un nuevo título, You Can't Read!, el libro es vendido a Penguin Group, un gran publicador no académico de Nueva York. Para la consternación de Lawrence, sin embargo, el libro es completamente reeditado por el publicador y tiene solo vagas partes del trabajo original. Cuando Janet acompaña a Lawrence en un viaje a Nueva York en busca del publicador, se da cuenta de que está embarazada de él. Preocupado por la publicación de su libro y en una campaña en curso para ser Presidente del departamento de Inglés, Janet nuevamente se enoja por el ensimismamiento de Lawrence y termina con él sin contarle la noticia.
De vuelta en Pittsburgh, Lawrence es confrontado por James y Chuck, cuyos puntos de vista son aparentemente desinteresados en la vida de los niños. Alentado por Chuck, Lawrence va al hospital a reconciliarse con Janet, que le revela su embarazo. En ese momento bajan sus aspiraciones a ser presidente y se involucra más con ser profesor y padre. Durante los créditos, los personajes principales sostienen mellizos: una niña y un niño.

## Reparto

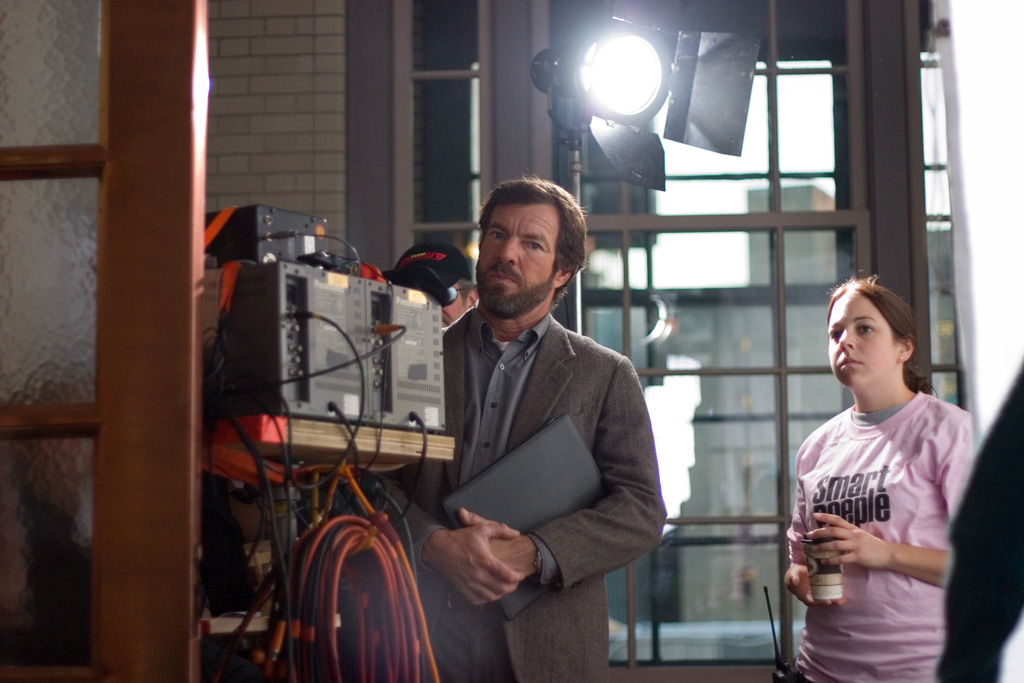
Dennis Quaid en el set de Smart People en la Universidad Carnegie Mellon en Pittsburgh.

- Dennis Quaid como Lawrence Wetherhold.
- Sarah Jessica Parker como Janet Hartigan.
- Thomas Haden Church como Chuck Wetherhold.
- Elliot Page (acreditado como Ellen Page) como Vanessa Wetherhold.
- Ashton Holmes como James Wetherhold.
- David Denman como Dr. William Strauss.
- Camille Mana como Missy Chin.
- Christine Lahti como Nancy.

## Producción
Según Camille Mana, el guion para Smart People había circulado en Hollywood por varios años, y "anteriormente Robert Redford iba a dirigirla e iba a ser producida por Focus Features."  La Película se filmaría originalmente en la Universidad de Georgetown en Washington D. C., pero el rodaje de cine independiente en esa ciudad era muy complicado.
El rodaje en Carnegie Mellon en Pittsburgh ocurrió entre noviembre y diciembre de 2006.  La casa usada para los Wetherholds está en el barrio Friendship, en Pittsburgh, que destaca por su estilo victoriano.  El calendario de Rodaje fue adaptado a los estándares de Hollyhood, 29 días. Según el director, Noam Murro, en el comentario de audio del DVD, el filme fue terminado antes de Juno.
Las fotografías de los actores sosteniendo unos gemelos en los créditos son al parecer una alusión a los gemelos del actor Dennis Quad nacidos en noviembre de 2007, y su posterior campaña de sensibilización sobre la dosificación errónea de medicamentos en los hospitales.

## Recepción de la Crítica
La Película recibió variadas críticas. Con fecha 29 de julio de 2008, el sitio Rotten Tomatoes informó que el 49% de las críticas habían sido positivas, basado en 121 evaluaciones. Entanto, el sitio Metacritic informó un puntaje promedio de 57 sobre 100, basado en 33 evaluaciones.  Los periódicos Los Angeles Times, Wall Street Journal y The New York Times dieron al filme calificaciones muy positivas.

## Rendimiento de Taquilla
En su fin de semana de estreno, logró una recaudación estimada de $4.2 millones de dólares en 1,106 cines de Estados Unidos y Canadá, alcanzando la posición #7 de la taquilla.  La recaudación estimada de la primera semana fue de $5.7 millones. Hasta el 29 de julio de 2008, la película ha recaudado un total de US$9,511,289 de la taquilla estadounidense más US$1,069,335 en otros países haciendo un total de US$10,580,624.